# Bafilo
Bafilo togói város Kara várostól délre a Kara régióban. Bafilo híres a nagy mecsetéről és a wagassi sajtjáról. A településen a legelterjedtebb iparág a szövészet, amire a közeli Bafilo Falls gyár ad lehetőséget.

## Fordítás
Ez a szócikk részben vagy egészben  a   Bafilo című angol Wikipédia-szócikk ezen változatának fordításán alapul.  Az eredeti cikk szerkesztőit annak laptörténete sorolja fel. Ez a jelzés csupán a megfogalmazás eredetét és a szerzői jogokat jelzi, nem szolgál a cikkben szereplő információk forrásmegjelöléseként.